# جود لين
جود لين (بالإنجليزية: Judd Lynn)‏ هو كاتب سيناريو ومخرج أمريكي، ولد في 16 يناير 1961 في مقاطعة ويستتشستر في الولايات المتحدة.

## وصلات خارجية
- جود لين على موقع IMDb (الإنجليزية)
- جود لين على موقع قاعدة بيانات الفيلم (الإنجليزية)